# Kalbach (Jossa)
Der Kalbach ist ein rechter Zufluss der Jossa im Main-Kinzig-Kreis im hessischen Spessart.

## Geographie

### Verlauf

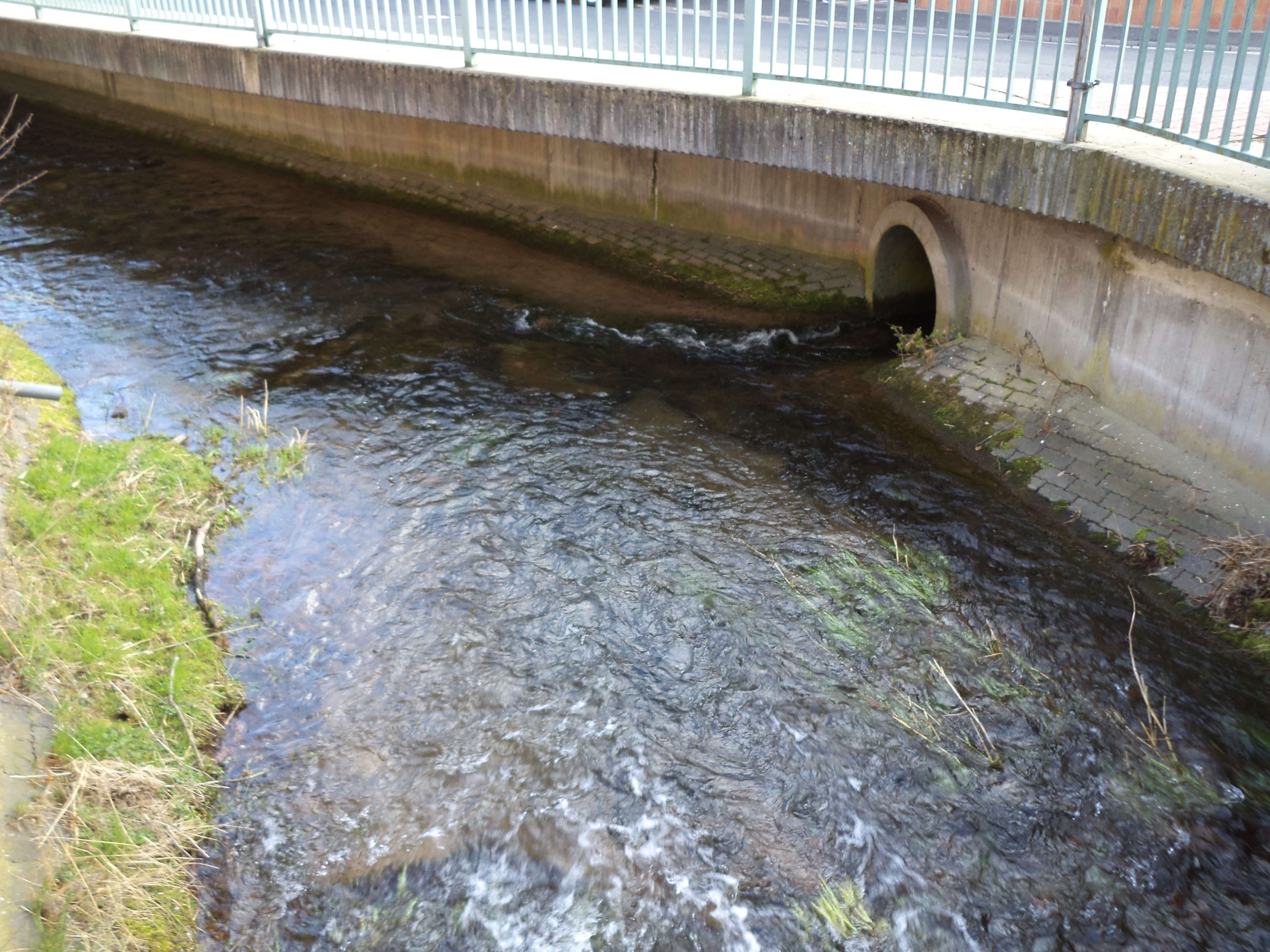
Der Kalbach (Rohr rechts) mündet in Pfaffenhausen die Jossa

Der Kalbach entspringt auf einer Höhe von 390 m ü. NHN im Hatchesgrund, südöstlich von Pfaffenhausen.
Der Bach entfließt dem Überlauf der Wasserversorgungsanlage unweit der Grenze zu Bayern.
Danach verläuft der Kalbach in nordwestliche Richtung nach Pfaffenhausen, wo er in der Ortsmitte auf einer Höhe von 340 m ü. NHN von rechts in die Jossa mündet.
Sein 1,9 km langer Lauf endet ungefähr 50 Höhenmeter unterhalb seiner Quelle, er hat somit ein mittleres Sohlgefälle von 26 ‰.

### Flusssystem Sinn
- Liste der Fließgewässer im Flusssystem Sinn